# Directrices EASE para autores y traductores de artículos científicos
Las Directrices EASE para Autores y Traductores de Artículos Científicos publicados en inglés (frecuentemente abreviadas como Directrices EASE para autores y traductores o Directrices EASE) fueron publicadas por la Asociación Europea de Editores Científicos (EASE) en el 2010 y 2011. Las Directrices EASE resumen las recomendaciones de redacción más importantes, con el objetivo de lograr que la comunicación científica sea más eficiente y de ayudar a evitar la falta de ética científica. El documento ha sido traducido en varios idiomas, para facilitar su divulgación mundial y para ayudar a los científicos de países que no sean angloparlantes.

## Historia
Las Directrices EASE son el resultado de largas discusiones en el foro electrónico EASE y durante la Conferencia 2009: Integridad en la Comunicación Científica, así como también consultas posteriores en el Consejo EASE.

## Perspectivas
El Consejo de la EASE planifica agregar más apéndices en cuánto a materias específicas y más traducciones (hechas en su mayoría por voluntarios), y también revisar las Directrices EASE anualmente.
No se permite la impresión de este documento con fines comerciales, pero sí pueden hacerse copias para su uso con fines académicos en cursos sobre redacción y ética de las publicaciones científicas.